# Бандар ибн Абдул-Азиз Аль Сауд
Банда́р ибн Абду́л-Ази́з ибн Абдуррахма́н А́ль Сау́д (араб. بندر بن عبد العزيز بن عبد الرحمن آل سعود‎; 1923, Эр-Рияд — 28 июля 2019, Джидда, КСА) — десятый сын короля Абдул-Азиза. Не занимал никакой официальной должности в государстве с момента его основания.

## Биография
Родился 1923 году в Эр-Рияде в семье основателя и короля Саудовской Аравии Абдул-Азиза и его жены Баззы II (ум. 1940), которая была марокканского или сирийского происхождения. У него был единокровный младший брат — принц Фавваз (1934—2008).
В 1982 году был исключён из линии престолонаследования взамен на денежную компенсацию. Единственной государственной должностью, которую занимал Бандар, была должность генерального директора министерства внутренних дел.
Умер 28 июля 2019 года в возрасте 96 лет, похоронен в Мекке. На момент смерти был самым старшим среди живущих на тот момент сыновей Абдул-Азиза и является самым долгоживущим сыном по возрасту на данный момент.

## Семья
У него было 23 ребёнка.
- принц Фейсал (род. 1945) — губернатор провинции Эль-Касима (1992—2015) и Эр-Рияда (2015—наст.время).
- принц Халид (род. 1951) — губернатор Эр-Рияда (2013—2014), заместитель министра обороны Саудовской Аравии (2014) и Генеральный директор Службы общей разведки (2014—2015).
- принц Турки — командующий ВВС (2018—наст.время)
- принц Абдул-Азиз (род. 1961) — заместитель главы внешней разведки (2004—2012)[7][8][9].
- принц Мухаммед (род. 1965) - бизнесмен.
- принц Мансур — командир авиабазы имени принца Абдаллы в Джидде[5].
- принц Абдалла (род. 1986) — заместитель губернатора Мекки (2017—2018), глава Национальной гвардии (2018—наст.время).